# Fate/Extra
Fate/Extra (フェイト/エクストラ Feito/Ekusutora?)  es un videojuego de rol japonés de mazmorras para PlayStation Portable, creado por Type-Moon e Imageepoch y publicado por Marvelous Entertainment. El juego tiene lugar en un universo paralelo a la novela visual Fate/stay night. El juego fue lanzado en Japón el 22 de julio de 2010. Aksys Games localizó el juego para Norteamérica y lo lanzó el 21 de noviembre de 2011. Se lanzaron tres ediciones del juego en América del Norte: una edición limitada, una edición estándar minorista y una versión descargable de PlayStation Network. El 19 de enero de 2012, Ghostlight anunció sus planes para lanzar el juego en territorios PAL. Fate/Extra fue seguido por un juego complementario, Fate/Extra CCC. En lugar de ser una secuela directa, CCC se describe como una ruta alternativa del desarrollo de la historia Extra. La película de apertura está dirigida por Akiyuki Shinbo y producida por Shaft. La serie fue seguida por Fate/Extella en 2016. 
Shaft produjo una adaptación de anime del primer juego y se transmitió en Tokyo MX y estaciones afiliadas del 28 de enero de 2018 al 29 de julio de 2018.

## Jugabilidad
Fate/Extra es de un solo jugador en tres dimensiones juego de rol japonés en un subgénero de mazmorras. El juego cuenta con dos grandes posiciones: "Arena", en el que las batallas con los oponentes de la computadora, y "la Academia", donde la historia se desarrolla.
Durante las batallas, el jugador, llamado "Maestro", dirige al personaje, llamado "Sirviente", y busca llevar los puntos de salud del oponente a cero. Las batallas tienen lugar en forma de eventos aislados en el juego con un solo oponente, que puede ser un habitante u otro sirviente. Una pelea consta de secciones separadas, y antes de que comience cada una de ellas, se le pide al maestro que seleccione una secuencia de seis acciones de su sirviente en el campo de juego. Al mismo tiempo, el enemigo establece su propia combinación de acciones. Hay tres tipos principales de interacción: "Ataque", "Protección" y "Avance". Por analogía con el juego "piedra, tijera, papel" después de la serie de acciones elegidas por los oponentes, se comparan, de acuerdo con los resultados de los cuales el lado derrotado está dañado. En el caso de tres acciones exitosas consecutivas, el personaje recibe un ataque adicional que no cumple con la resistencia del enemigo.  Además de las interacciones principales, los personajes sirvientes tienen tipos especiales de ataques y superpicks llamados "Fantasmas Nobles", que requieren el gasto de puntos de energía mágica. Un mago durante una batalla puede mantener a su sirviente con la ayuda de los efectos permanentes de los objetos adquiridos en la tienda del juego y obtenidos durante la trama, así como también usando "hechizos de código", magia que mejora ciertas características de los sirvientes.  
La arena es una mazmorra llena de oponentes agresivos de la computadora, para cuya destrucción el jugador adquiere puntos de experiencia y dinero en el juego. Durante una semana de juego, al jugador se le ofrecen dos misiones obligatorias, que consisten en encontrar elementos en el territorio de los niveles de Arena. Si estas misiones se completan dentro del período prescrito, el jugador puede luchar con el sirviente del enemigo que está controlado por Inteligencia Artificial al comienzo de la semana del juego. Cuando se lleva a cabo un cierto número de batallas con un cierto tipo de oponentes, el jugador tiene la oportunidad de ver parte de la combinación de acciones del oponente antes de elegir su propia serie de movimientos. En el caso de los sirvientes durante la semana del juego, es posible recopilar información sobre el enemigo a través de la observación e interacción con su maestro en la Academia. Además, en el territorio de la Academia, los parámetros de los sirvientes se mejoran para los puntos de experiencia acumulados y es posible comprar varios artículos por dinero en el juego.  
El sistema de diálogo Fate/Extra se construye por analogía con las novelas visuales del género, en el que existe un extenso sistema para seleccionar réplicas que afectan el desarrollo posterior de la trama o las relaciones con su propio sirviente. La narración principal también se lleva a cabo mediante la información de texto ofrecida al jugador, ubicada entre las etapas del proceso de juego activo. En caso de incumplimiento de las misiones o derrota de un sirviente en la Arena, el juego termina con un "final malo", es decir, la muerte del maestro elegido y el restablecimiento de todo lo que precede al paso.

## Trama
Al despertar en un mundo virtual extraño sin ningún recuerdo del pasado, el personaje principal (Hakuno Kishinami) se ve obligado a luchar por la supervivencia en una guerra que no entienden por un premio más allá del valor; la oportunidad de que se conceda el deseo de uno. Con solo un enigmático "Sirviente" a su lado, el protagonista tendrá que enfrentarse a amigos y enemigos en batallas hasta la muerte para no solo obtener posesión de un misterioso objeto conocido como el "Santo Grial", sino también para encontrar la respuesta a la pregunta más importante de todas: "¿Quién soy yo?".
Además de los personajes de Fate/stay night, se introdujeron varios nuevos en el juego, así como personajes de otras obras de Type-Moon. Si bien aparecen personajes familiares de Fate/stay night y otras obras de Type-Moon, no son los mismos personajes que sus contrapartes originales. Para estos personajes familiares, el juego también utiliza diferentes actores de voz que sus imitaciones de Fate/stay night.

## Personajes

### Maestros
Hakuno Kishinami (岸浪 ハクノ Kishinami Hakuno?)
Voiced by: Atsushi Abe
El protagonista masculino de la historia, y Master de Saber. Último retador de la Guerra del Santo Grial en 1000 años.
Rin Tohsaka (遠坂 リン Tōhsaka Rin?)
Voiced by: Kana Ueda
Un antiguo maestro que ahora ayuda a Hakuno a ganar la Guerra del Santo Grial.
Leonardo Bistario Harwey (レオナルド・ビスタリオ・ハーウェイ Reonarudo Bisutario Hāwei?)
Voiced by: Romi Park
Master de Saber, Floor Master del Séptimo Piso.
Shinji Matō (間桐 シンジ Matō Shinji?)
Voiced by: Hiroshi Kamiya
Master de Rider, Floor Master del primer piso.
Dan Blackmore (ダン・ブラックモア Dan Burakkumoa?)
Voiced by: Mugihito
Maestro de arquero, maestro de piso del segundo piso.
Alice (ありす Arisu?)
Voiced by: Ai Nonaka
Master of Caster, Floor Master del tercer piso.
Julius Belkisk Harwey (ユリウス・ベルキスク・ハーウェイ Yuriusu Berukisuku Hāwei?)
Voiced by: Wataru Hatano
Maestro de piso del quinto piso.
Rani VIII (ラニ＝VIII Rani Eito?)
Voiced by: Asami Sanada
Un misterioso exmaestro que ayuda a Hakuno de vez en cuando.
Jinako Catagiri (ジナコ＝カリギリ Jinako Karigiri?)
Voiced by: Aoi Yuki

### Sirvientes principales
Saber (セイバー Seibā?)  - Nero Claudius (ネロ・クラウディウス Nero Kuraudiusu?)
Voiced by: Sakura Tange

Archer (アーチャー Āchā?)  - No Name (無銘 Mumei?)
Voiced by: Junichi Suwabe
Caster (キャスター Kyasutā?)  - Tamamo-no-Mae (玉藻の前 Tamamo no Mae?)
Voiced by: Chiwa Saitō

### Otros sirvientes
Rider (ライダー Raidā?)  - Francis Drake (フランシス・ドレイク Furanshisu Doreiku?)
Voiced by: Urara Takano

Archer (アーチャー Āchā?)  - Robin Hood (ロビンフッド Robin Huddo?)
Voiced by: Kousuke Toriumi

Caster (キャスター Kyasutā?)  -  Nursery Rhyme (ナーサリーライム Nāsarī Raimu?)
Voiced by: Ai Nonaka

Berserker (バーサーカー Bāsākā?)  - Lü Bu Fèngxiān (呂布 奉先 Hōsen Ryofu?)
Voiced by: Kunihiko Yasui

Saber (セイバー Seibā?)  - Gawain (ガウェイン Gawein?)
Voiced by: Takahiro Mizushima
Saver (セイヴァー Seivā?)  - Buddha (覚者 Budda?) 

Berserker (バーサーカー Bāsākā?)  - Li Shuwen (李書文 Ri Shobun?)
Voiced by: Kunihiko Yasui

Lancer (ランサー Ransā?)  - Cú chulainn (クー・フーリン Kū Hūrin?)
Voiced by: Nobutoshi Canna
Lancer (ランサー Ransā?)  - Vlad III (ヴラド三世 Vurado Sansei?)
Voiced by: Hisao Egawa
Berserker (バーサーカー Bāsākā?)  - Arcueid Brunestud (アルクェイド・ブリュンスタッド Arukueido Buryunsutaddo?)
Voiced by: Ryoka Yuzuki
Lancer (ランサー Ransā?)  - Karna (カルナ Karuna?)
Voiced by: Koji Yusa
Moon Cancer (ムーン・キャンサー Mūn Kyansā?)  - BB ( Byi-byi?)
Voiced by: Noriko Shitaya
Caster (キャスター Kyasutā?)  - Hans Christian Andersen (ハンス・クリスチャン・アンデルセン Hansu Kurisuchan Anderusen?)
Voiced by: Takehito Koyasu

Saber (セイバー Seibā?)  - Suzuka Gozen (鈴鹿御前 Suzuka Gozen?)
Voiced by: Nao Tōyama (Fate/Grand Order)
Alter Ego (アルターエゴ Arutā Ego?)  - Meltryllis (メルトリリス Merutoririsu?)
Voiced by: Saori Hayami
Alter Ego (アルターエゴ Arutā Ego?)  - Passionlip (パッションリップ Passhonrippu?)
Voiced by: Yui Ogura
Alter Ego (アルターエゴ Arutā Ego?)  - Kingprotea (キングプロテア Kingupurotea?)
Voiced by: Megumi Han (Fate/Grand Order)
Kazuradrop (カズラドロップ Kazuradoroppu?)
Violet (ヴァイオレット Vaioretto?)
Berserker (バーサーカー Bāsākā?)  - Tamamo Cat (タマモキャット Tamamo Kyatto?)
Voiced by:  : Chiwa Saito (Fate/Grand Order)

### Otros
Misao Amari (尼里 ミサオ Amari Misao?)
Voiced by: Ayaka Imamura

Twice H. Pieceman (トワイス・H・ピースマン Towaisu Eichi Pīsuman?)
Voiced by: Hiroki Tochi

Sakura Matō (間桐 桜 Matō Sakura?)
Voiced by: Noriko Shitaya

Hakuno Kishinami (岸波 白野 Kishinami Hakuno?)
Voiced by: Atsushi Abe (juego), Yui Ishikawa (anime)

Kirei Kotomine (言峰 綺礼 Kotomine Kirei?)
Voiced by: Joji Nakata

Taiga Fujimura (藤村 大河 Fujimura Taiga?)
Voiced by: Miki Ito
Issei Ryudo (柳洞 一成 Ryūdō Issei?)
Voiced by: Mitsuaki Madono
Shiki Ryogi (両儀 式 Ryōgi Shiki?)
Voiced by: Maaya Sakamoto
Aoko Aozaki (蒼崎 青子 Aozaki Aoko?)
Touko Aozaki (蒼崎 橙子 Aozaki Tōko?)
Chishiki Mame (間目 智識 Mame Chishiki?)
Ikuyo Ariina (有稲 幾夜 Ariina Ikuyo?)
Kiara Sessyoin (殺生院キアラ Sesshōin Kiara?)
Voiced by: Rie Tanaka

## Contenido de la obra

### Manga
Se lanzaron tres adaptaciones de manga basadas en el juego. La primera adaptación del juego original fue escrita e ilustrada por Robi〜na y serializada en la revista Comptiq de Kadokawa Shoten desde mayo de 2011 hasta diciembre de 2014, compilando hasta 6 volúmenes de tankobon. El segundo manga, que adapta la historia del CCC, también fue escrito e ilustrado por Robi〜na, también fue serializado en la revista Comptiq de Kadokawa de julio de 2015 a marzo de 2024. Un manga derivado titulado Fate/Extra CCC FoxTail (フェイト/エクストラ CCC FoxTail Feito/Ekusutora CCC FoxTail?)  fue escrita por Takenokoseijin y serializada en la revista Monthly Comp Ace de Kadokawa Shoten en diciembre de 2013.

### Anime
Una adaptación de anime, titulada Fate/Extra Last Encore (フェイト/エクストラ ラストアンコール Feito/Ekusutora Rasuto Ankōru?) se anunció por primera vez el 22 de marzo de 2016 en el panel del Proyecto Fate. El título del anime se anunció como Fate/Extra Last Encore con una fecha de lanzamiento de 2017. Se reveló que Shaft, conocido por su trabajo en Puella Magi Madoka Magica y Monogatari, estaba manejando la animación con Kinoko Nasu, creador de Fate/stay night y Fate/Extra regresando como escritor. El 31 de diciembre, Type-Moon lanzó más información sobre el equipo del anime, Akiyuki Shinbo, que había trabajado anteriormente con Shaft en Madoka Magica, dirigiría el anime, Masaaki Takiyama está diseñando los personajes y Satoru Kōsaki compondrá la música. En marzo de 2017, se reveló un nuevo arte visual, que muestra al protagonista masculino del juego con Saber. El 30 de julio, se confirmó que Atsushi Abe y Sakura Tange expresarían a Hakuno Kishinami y Saber, respectivamente. La serie se estrenó el 28 de enero de 2018 en Tokyo MX, con más transmisiones en Gunma TV, Tochigi TV, BS11 y MBS. El tema de apertura es "Bright Burning Shout" de Takanori Nishikawa, mientras que el tema final es "Tsuki to Hanataba" (月と花束 Moon and Bouquet?) de Sayuri. Netflix adquirió la licencia de la serie para su emisión en línea en todo el mundo antes de ceder los derechos a Aniplex of America, que posteriormente lanzó la serie en Blu-ray en América del Norte.